# Dryopteris resendeana
Dryopteris resendeana là một loài dương xỉ trong họ Dryopteridaceae. Loài này được M.Pinto mô tả khoa học đầu tiên năm 1969.
Danh pháp khoa học của loài này chưa được làm sáng tỏ. 